# The Unit – Eine Frage der Ehre/Episodenliste
Diese Episodenliste enthält alle Episoden der US-amerikanischen Militär-Actionserie The Unit – Eine Frage der Ehre, sortiert nach der US-amerikanischen Erstausstrahlung. Die Fernsehserie umfasst vier Staffeln mit insgesamt 69 Episoden.

## Übersicht
| Staffel | Episodenanzahl | Erstausstrahlung USA | Erstausstrahlung USA | Deutschsprachige Erstausstrahlung | Deutschsprachige Erstausstrahlung |
| Staffel | Episodenanzahl | Staffelpremiere      | Staffelfinale        | Staffelpremiere                   | Staffelfinale                     |
| ------- | -------------- | -------------------- | -------------------- | --------------------------------- | --------------------------------- |
| 1       | 13             | 7. März 2006         | 16. Mai 2006         | 7. März 2007                      | 30. Mai 2007                      |
| 2       | 23             | 19. September 2006   | 8. Mai 2007          | 6. Juni 2007                      | 8. November 2007                  |
| 3       | 11             | 25. September 2007   | 18. Dezember 2007    | 25. März 2010                     | 24. Juni 2010                     |
| 4       | 22             | 28. September 2008   | 10. Mai 2009         | 16. April 2014                    |                                   |

## Staffel 1
Die Erstausstrahlung der ersten Staffel war vom 7. März bis zum 16. Mai 2006 auf dem US-amerikanischen Fernsehsender CBS zu sehen. Die deutschsprachige Erstausstrahlung sendete der deutsche Free-TV-Sender Sat.1 vom 7. März bis zum 30. Mai 2007 um 22:15 Uhr.
| Nr. (ges.) | Nr. (St.) | Deutscher Titel      | Originaltitel                  | Erstausstrahlung USA | Deutschsprachige Erstausstrahlung (D) | Regie                 | Drehbuch                          |
| ---------- | --------- | -------------------- | ------------------------------ | -------------------- | ------------------------------------- | --------------------- | --------------------------------- |
| 1          | 1         | Im toten Winkel      | First Responders               | 7. März 2006         | 7. März 2007                          | Davis Guggenheim      | David Mamet                       |
| 2          | 2         | Stress               | Stress                         | 14. März 2006        | 14. März 2007                         | Guy Ferland           | David Mamet                       |
| 3          | 3         | Streifschuss         | 200th Hour                     | 21. März 2006        | 21. März 2007                         | Steve Gomer           | Sharon Lee Watson & Carol Flint   |
| 4          | 4         | Jagdausflug          | True Believers                 | 28. März 2006        | 28. März 2007                         | Oz Scott              | Shawn Ryan & Eric L. Haney        |
| 5          | 5         | Präriefeuer          | Non-Permissive Environment     | 4. Apr. 2006         | 4. Apr. 2007                          | Ron Lagomarsino       | Lynn Mamet & Paul Redford         |
| 6          | 6         | Die Affäre           | Security                       | 11. Apr. 2006        | 11. Apr. 2007                         | David Mamet           | David Mamet                       |
| 7          | 7         | Harte Landung        | Dedication                     | 18. Apr. 2006        | 18. Apr. 2007                         | Helen Shaver          | Paul Redford & Sharon Lee Watson  |
| 8          | 8         | Drei Tage            | SERE                           | 25. Apr. 2006        | 25. Apr. 2007                         | Steven DePaul         | Lynn Mamet & Carol Flint          |
| 9          | 9         | Das Leben der Kinder | Eating the Young               | 2. Mai 2006          | 2. Mai 2007                           | J. Miller Tobin       | Sterling Anderson                 |
| 10         | 10        | Unauffindbar         | Unannounced                    | 9. Mai 2006          | 9. Mai 2007                           | Bill L. Norton        | Paul Redford & Emily Halpern      |
| 11         | 11        | Die schöne Witwe     | Exposure                       | 9. Mai 2006          | 9. Mai 2007                           | Guy Norman Bee        | Sharon Lee Watson & Dan Hindmarch |
| 12         | 12        | Die Bombe            | Morale, Welfare and Recreation | 16. Mai 2006         | 23. Mai 2007                          | Félix Enríquez Alcalá | Sterling Anderson & Paul Redford  |
| 13         | 13        | Der Kriegsverbrecher | The Wall                       | 16. Mai 2006         | 30. Mai 2007                          | David Mamet           | Eric L. Haney & Lynn Mamet        |

## Staffel 2
Die Erstausstrahlung der zweiten Staffel wurde vom 19. September 2006 bis zum 8. Mai 2007 auf dem US-amerikanischen Fernsehsender CBS gesendet. Die deutschsprachige Erstausstrahlung wurde vom deutschen Free-TV-Sender Sat.1 vom 6. Juni bis zum 11. November 2007 gesendet.
| Nr. (ges.) | Nr. (St.) | Deutscher Titel            | Originaltitel       | Erstausstrahlung USA | Deutschsprachige Erstausstrahlung (D) | Regie                 | Drehbuch                             |
| ---------- | --------- | -------------------------- | ------------------- | -------------------- | ------------------------------------- | --------------------- | ------------------------------------ |
| 14         | 1         | Die Versetzung             | Change of Station   | 19. Sep. 2006        | 6. Juni 2007                          | Steven DePaul         | David Mamet                          |
| 15         | 2         | Ein unmögliches Attentat   | Extreme Rendition   | 26. Sep. 2006        | 13. Juni 2007                         | Terrence O’Hara       | Sharon Lee Watson                    |
| 16         | 3         | Schüsse aus dem Hinterhalt | The Kill Zone       | 3. Okt. 2006         | 20. Juni 2007                         | Steve Gomer           | Lynn Mamet                           |
| 17         | 4         | Gefährliche Fracht         | Manhunt             | 10. Okt. 2006        | 27. Juni 2007                         | Michael Zinberg       | Emily Halpern                        |
| 18         | 5         | Höhere Gewalt              | Force Majeure       | 17. Okt. 2006        | 5. Juli 2007                          | James Whitmore, Jr.   | Daniel Voll                          |
| 19         | 6         | Diamanten                  | Old Home Week       | 31. Okt. 2006        | 12. Juli 2007                         | David Mamet           | David Mamet                          |
| 20         | 7         | Lügen und Geheimnisse      | Off The Meter       | 7. Nov. 2006         | 19. Juli 2007                         | Alex Zakrzewski       | Lynn Mamet & Eric L. Haney           |
| 21         | 8         | Abgestürzt                 | Natural Selection   | 14. Nov. 2006        | 26. Juli 2007                         | Helen Shaver          | Sharon Lee Watson                    |
| 22         | 9         | Der Minister               | Report By Exception | 21. Nov. 2006        | 2. Aug. 2007                          | Gwyneth Horder-Payton | Todd Ellis Kessler                   |
| 23         | 10        | Tauschobjekte              | Bait                | 28. Okt. 2006        | 9. Aug. 2007                          | Jean de Segonzac      | Randy Huggins                        |
| 24         | 11        | Späte Ehre                 | Silver Star         | 12. Dez. 2006        | 16. Aug. 2007                         | Bill L. Norton        | David Mamet                          |
| 25         | 12        | Der Rebell                 | The Broom Cupboard  | 16. Jan. 2007        | 23. Aug. 2007                         | Karen Gaviola         | Emily Halpern                        |
| 26         | 13        | Operation Rotes Kleeblatt  | Sub Conscious       | 6. Feb. 2007         | 30. Aug. 2007                         | Steven DePaul         | Daniel Voll                          |
| 27         | 14        | Die grausame Wahrheit      | Johnny B. Good      | 6. Feb. 2007         | 6. Sep. 2007                          | Vahan Moosekian       | Todd Ellis Kessler                   |
| 28         | 15        | Keine Bewegung             | The Water Is Wide   | 13. Feb. 2007        | 13. Sep. 2007                         | Krishna Rao           | Lynn Mamet                           |
| 29         | 16        | Das Spiel                  | Games Of Chance     | 20. Feb. 2007        | 20. Sep. 2007                         | Terrence O’Hara       | Sharon Lee Watson                    |
| 30         | 17        | Unter Feuer                | Dark Of The Moon    | 27. Feb. 2007        | 27. Sep. 2007                         | Michael Zinberg       | Eric L. Haney                        |
| 31         | 18        | Zwei Münzen                | Two Coins           | 20. März 2007        | 4. Okt. 2007                          | Bill L. Norton        | David Mamet                          |
| 32         | 19        | Tief im Dschungel          | The Outsiders       | 3. Apr. 2007         | 11. Okt. 2007                         | Alex Zakrzewski       | Randy Huggins                        |
| 33         | 20        | Die Last der Verantwortung | In Loco Parentis    | 10. Apr. 2007        | 18. Okt. 2007                         | Michael Offer         | Clayton Surratt & Todd Ellis Kessler |
| 34         | 21        | Das Angebot                | Bedfellows          | 24. Apr. 2007        | 25. Okt. 2007                         | Dean White            | Emily Halpern                        |
| 35         | 22        | Im freien Fall             | Freefall            | 1. Mai 2007          | 1. Nov. 2007                          | James Whitmore, Jr.   | Daniel Voll & Sara B. Cooper         |
| 36         | 23        | Der Schock                 | Paradise Lost       | 8. Mai 2007          | 8. Nov. 2007                          | Vahan Moosekian       | Eric L. Haney & Lynn Mamet           |

## Staffel 3
Die Erstausstrahlung der dritten Staffel war vom 25. September bis zum 18. Dezember 2007 auf dem US-amerikanischen Fernsehsender CBS zu sehen. Die deutschsprachige Erstausstrahlung sendete der deutsche Free-TV-Sender Kabel eins vom 25. März bis zum 24. Juni 2010.
| Nr. (ges.) | Nr. (St.) | Deutscher Titel            | Originaltitel            | Erstausstrahlung USA | Deutschsprachige Erstausstrahlung (D) | Regie               | Drehbuch                   |
| ---------- | --------- | -------------------------- | ------------------------ | -------------------- | ------------------------------------- | ------------------- | -------------------------- |
| 37         | 1         | Jäger und Gejagte (1)      | Pandemonium (1)          | 25. Sep. 2007        | 25. März 2010                         | Vahan Moosekian     | Sharon Lee Watson          |
| 38         | 2         | Jäger und Gejagte (2)      | Pandemonium (2)          | 2. Okt. 2007         | 15. Apr. 2010                         | Steven DePaul       | Todd Ellis Kessler         |
| 39         | 3         | Autopilot                  | Always Kiss Them Goodbye | 9. Okt. 2007         | 22. Apr. 2010                         | Michael Zinberg     | Eric L. Haney              |
| 40         | 4         | Schritt für Schritt        | Every Step You Take      | 16. Okt. 2007        | 29. Apr. 2010                         | Helen Shaver        | Lynn Mamet                 |
| 41         | 5         | Der Chip                   | Inside Out               | 23. Okt. 2007        | 6. Mai 2010                           | Bill L. Norton      | Dan Hindmarch              |
| 42         | 6         | Im Kugelhagel              | MPs                      | 30. Okt. 2007        | 20. Mai 2010                          | James Whitmore, Jr. | David Mamet                |
| 43         | 7         | Flucht aus Beirut          | Five Brothers            | 6. Nov. 2007         | 27. Mai 2010                          | Steve Gomer         | Frank Military             |
| 44         | 8         | Ein Job für tausend Männer | Play 16                  | 13. Nov. 2007        | 3. Juni 2010                          | James Whitmore, Jr. | Daniel Voll                |
| 45         | 9         | Waffendiebe                | Binary Explosion         | 20. Nov. 2007        | 10. Juni 2010                         | Steven DePaul       | Randy Huggins              |
| 46         | 10        | Fehler über Fehler         | Gone Missing             | 27. Nov. 2007        | 17. Juni 2010                         | Terrence O’Hara     | Eric L. Haney & Lynn Mamet |
| 47         | 11        | Zeit zu gehen              | Side Angle Side          | 18. Dez. 2007        | 24. Juni 2010                         | Seth Wiley          | Todd Ellis Kessler         |

## Staffel 4
Die Erstausstrahlung der vierten Staffel fand zwischen dem 28. September 2008 und dem 10. Mai 2009 auf dem US-amerikanischen Fernsehsender CBS statt. Die deutschsprachige Erstausstrahlung sendet der deutsche Free-TV-Sender ProSieben Maxx seit dem 16. April 2014.
| Nr. (ges.) | Nr. (St.) | Deutscher Titel             | Originaltitel        | Erstausstrahlung USA | Deutschsprachige Erstausstrahlung (D) | Regie                  | Drehbuch                              |
| ---------- | --------- | --------------------------- | -------------------- | -------------------- | ------------------------------------- | ---------------------- | ------------------------------------- |
| 48         | 1         | Tarnung ist Wahrheit        | Sacrifice            | 28. Sep. 2008        | 16. Apr. 2014                         | David Mamet            | Frank Military                        |
| 49         | 2         | Flug 14                     | Sudden Flight        | 5. Okt. 2008         | 17. Apr. 2014                         | Steven DePaul          | Sharon Lee Watson                     |
| 50         | 3         | Plutonium                   | Sex Trade            | 12. Okt. 2008        | 17. Apr. 2014                         | Jesús Salvador Treviño | Todd Ellis Kessler                    |
| 51         | 4         | Die Wissenschaftler         | The Conduit          | 19. Okt. 2008        | 17. Apr. 2014                         | Michael Zinberg        | David Mamet                           |
| 52         | 5         | Schüsse im Paradies         | Dancing Lessons      | 26. Okt. 2008        | 24. Apr. 2014                         | Steve Gomer            | Lynn Mamet & Ted Humphrey             |
| 53         | 6         | Zimmer mit Aussicht         | Inquisition          | 2. Nov. 2008         | 1. Mai 2014                           | David Paymer           | Patrick Moss & Shannon Rutherford     |
| 54         | 7         | Einmal Hölle und zurück (1) | Into Hell (1)        | 9. Nov. 2008         | 8. Mai 2014                           | Krishna Rao            | Daniel Voll                           |
| 55         | 8         | Einmal Hölle und zurück (2) | Into Hell (2)        | 16. Nov. 2008        | 15. Mai 2014                          | Fred Gerber            | Frank Military                        |
| 56         | 9         | Nachtflug nach Las Vegas    | Shadow Riders        | 23. Nov. 2008        | 22. Mai 2014                          | Vahan Moosekian        | Sharon Lee Watson                     |
| 57         | 10        | Himmelfahrtskommando        | Misled and Misguided | 30. Nov. 2008        | 29. Mai 2014                          | Steven DePaul          | Todd Ellis Kessler                    |
| 58         | 11        | Schnelle Entscheidungen     | Switchblade          | 21. Dez. 2008        | 5. Juni 2014                          | Oz Scott               | David Mamet                           |
| 59         | 12        | Schach im Dunkeln           | Bad Beat             | 4. Jan. 2009         | 12. Juni 2014                         | Bill L. Norton         | Ted Humphrey                          |
| 60         | 13        | Die heilige Lanze           | The Spear of Destiny | 11. Jan. 2009        | —                                     | Scott Foley            | Lynn Mamet & Benjamin Daniel Lobato   |
| 61         | 14        | Sechzig Jahre warten        | The Last Nazi        | 15. Feb. 2009        | —                                     | Michael Offer          | David Mamet                           |
| 62         | 15        | Die Angst des Helden        | Hero                 | 8. März 2009         | —                                     | Terrence O’Hara        | R. Scott Gemmill & Randy Huggins      |
| 63         | 16        | Giftige Luft                | Hill 60              | 15. März 2009        | —                                     | James Whitmore, Jr.    | Ted Humphrey                          |
| 64         | 17        | Geschenkte Zukunft          | Flesh & Blood        | 22. März 2009        | —                                     | Dennis Haysbert        | Lynn Mamet & Pete Blaber              |
| 65         | 18        | Über die Grenze             | Best Laid Plans      | 29. März 2009        | —                                     | Dean White             | Benjamin Daniel Lobato & Patrick Moss |
| 66         | 19        | Der Fall Sam McBride        | Whiplash             | 12. Apr. 2009        | —                                     | Seth Wiley             | Dan Hindmarch                         |
| 67         | 20        | Der Hong-Kong-Job           | Chaos Theory         | 26. Apr. 2009        | —                                     | Gwyneth Horder-Payton  | Sharon Lee Watson                     |
| 68         | 21        | Abschied                    | Endgame              | 3. Mai 2009          | —                                     | Lesli Linka Glatter    | Ted Humphrey                          |
| 69         | 22        | Codewort Babylon            | Unknown Soldier      | 10. Mai 2009         | —                                     | Vahan Moosekian        | Todd Ellis Kessler                    |